# Iniciativa per La Orotava
Iniciativa por La Orotava (IpO) és un partit nacionalista canari d'esquerres.
Aquest partit és d'àmbit municipal, a La Orotava, i es creà com a segregació del partit ICAN quan es va unir amb Coalició Canària.
L'any 2002 esdevé comitè local d'Alternativa Popular Canària a La Orotava. Aquest partit participà en diverses eleccions municipals en coalició amb el partit Los Verdes de Canarias i hi fou el segon partit més votat, raó per la qual representa la primera força de l'oposició municipal. Tanmateix, a mitjans del 2004, degut a divergències entre els dos partits es trencà aquesta coalició. Durant tots aquests anys el cap de llista fou José Manuel Hernández Hernández.
El març del 2006 es procedí a la rotació de regidors d'acord amb la decisió de l'Assemblea General d'IpO. Aquesta rotació, segons IpO, es deu als principis ideològics i organitzatius del partit, caracteritzats pel treball en equip, i a la idea de "desprofessionalitzar" la política.